# Armin Kogler
Armin Kogler (Schwaz, 4 de septiembre de 1959) es un deportista austríaco que compitió en salto en esquí.
Ganó cuatro medallas en el Campeonato Mundial de Esquí Nórdico, en los años 1982 y 1985. Participó en dos Juegos Olímpicos de Invierno, ocupando el quinto lugar en Lake Placid 1980 y el sexto en Sarajevo 1984, en el trampolín grande por equipo.

## Palmarés internacional
| Campeonato Mundial | Campeonato Mundial | Campeonato Mundial | Campeonato Mundial |
| Año                | Lugar              | Medalla            | Prueba             |
| ------------------ | ------------------ | ------------------ | ------------------ |
| 1982               | Oslo (Noruega)     | Medalla de oro     | TN individual      |
| 1982               | Oslo (Noruega)     | Medalla de plata   | TG por equipo      |
| 1982               | Oslo (Noruega)     | Medalla de bronce  | TG individual      |
| 1985               | Seefeld (Austria)  | Medalla de plata   | TG por equipo      |